# Bádice
Bádice (Hongaars: Béd) is een Slowaakse gemeente in de regio Nitra, en maakt deel uit van het district Nitra.
Bádice telt 331 inwoners.